# Коморув (Меховський повіт)
Коморув (пол. Komorów) — село в Польщі, у гміні Мехув Меховського повіту Малопольського воєводства.
Населення — 209 осіб (2011).
У 1975-1998 роках село належало до Келецького воєводства.

## Демографія
Демографічна структура станом на 31 березня 2011 року:
|          | Загалом | Допрацездатний вік | Працездатний вік | Постпрацездатний вік |
| -------- | ------- | ------------------ | ---------------- | -------------------- |
| Чоловіки | 98      | 14                 | 71               | 13                   |
| Жінки    | 111     | 25                 | 62               | 24                   |
| Разом    | 209     | 39                 | 133              | 37                   |